# Municipio de Rock Creek (condado de Pottawatomie)
El municipio de Rock Creek (en inglés: Rock Creek Township) es un municipio ubicado en el condado de Pottawatomie en el estado estadounidense de Kansas. En el año 2010 tenía una población de 740 habitantes y una densidad poblacional de 7,91 personas por km².

## Geografía
El municipio de Rock Creek se encuentra ubicado en las coordenadas 39°26′8″N 96°24′27″O / 39.43556, -96.40750. Según la Oficina del Censo de los Estados Unidos, el municipio tiene una superficie total de 93.49 km², de la cual 93.16 km² corresponden a tierra firme y (0.35%) 0.33 km² es agua.

## Demografía
Según el censo de 2010, había 740 personas residiendo en el municipio de Rock Creek. La densidad de población era de 7,91 hab./km². De los 740 habitantes, el municipio de Rock Creek estaba compuesto por el 96.08% blancos, el 0.41% eran afroamericanos, el 1.22% eran amerindios, el 0.14% eran asiáticos, el 0.14% eran isleños del Pacífico, el 0.68% eran de otras razas y el 1.35% pertenecían a dos o más razas. Del total de la población el 2.16% eran hispanos o latinos de cualquier raza.